# 鲁韦纳
鲁韦纳，是西班牙卡斯蒂利亚-莱昂布尔戈斯省的一个市镇。总面积10平方公里，总人口172人（2001年），人口密度17人/平方公里。